# Pireneusi vaddisznó
A pireneusi vaddisznó (Sus scrofa castillianus) az emlősök (Mammalia) osztályának párosujjú patások (Artiodactyla) rendjébe, ezen belül a disznófélék (Suidae) családjába tartozó vaddisznó (Sus scrofa) egyik alfaja.

## Előfordulása
A pireneusi vaddisznó előfordulási területe az Ibériai-félsziget.
Több rendszerező is, nem tartja önálló alfajnak, hanem a törzsalfajnak, azaz az európai vaddisznónak (Sus scrofa scrofa) egy délebbi állományának.